# Bram Rijstenbil
Abraham Adriaan (Bram) Rijstenbil (Sint Philipsland, 14 april 1924 – Roosendaal, 2 mei 2016) was een Nederlands politicus van de VVD.
Hij was lange tijd actief in de lokale politiek. Zo was hij gemeenteraadslid in zijn geboorteplaats Sint Philipsland waar hij ook wethouder is geweest voor hij in oktober 1980 benoemd werd tot burgemeester van Nieuw-Vossemeer. Dat burgemeesterschap vervulde hij tot zijn pensionering in 1989. Daarna was hij van 1991 tot 1999 voorzitter van de Unie van Veteranen. In 2016 overleed Rijstenbil op 92-jarige leeftijd.